# Изкарауш
Изкарауш — река в России, протекает в Пермском крае и Республике Коми.

## Описание
Берёт начало на территории республики Коми, примерно в 3 км от границы с Пермским краем. Исток находится на водоразделе Камы и Печоры, рядом берёт начало река Патраковка.
После пересечения границы с Пермским краем течёт по территории Чердынского района, главным образом в южном направлении. Устье реки находится в 3,6 км по левому берегу реки Аныль. Длина реки составляет 21 км. Населённых пунктов на Изкарауше нет.

## Данные водного реестра
По данным государственного водного реестра России относится к Камскому бассейновому округу, водохозяйственный участок реки — Кама от водомерного поста у села Бондюг до города Березники, речной подбассейн реки — бассейны притоков Камы до впадения Белой. Речной бассейн реки — Кама.
Код объекта в государственном водном реестре — 10010100212111100005744.